# Stefano Cincotta
Stefano Cincotta Giordano (Ciudad de Guatemala, 28 de febrero de 1991) es un exfutbolista guatemalteco que creció en Alemania. Se formó futbolísticamente en el Eintracht Fráncfort, donde fue convocado 5 veces pero no pudo hacer su debut en la Bundesliga.

## Trayectoria
Sus padres se conocieron en Alemania, específicamente en la ciudad de Fráncfort del Meno. Su padre es italiano y su madre guatemalteca de ascendencia italiana.

### Kickers Offenbach
Su debut deportivo se produjo a los 19 años el 21 de agosto (2010) en la quinta jornada de la temporada 2010/2011 entrando en el minuto 90' ante el Jahn Regensburg, volvió a ver acción hasta la jornada 14 ante el Wacker Burghausen, como anécdota de ese juego fue que su equipo encajó dos autogoles en su propia portería el marcador final fue 4-3 en contra. Su primer juego como titular lo disputó en la jornada 19 ante el Dinamo Dresde.
Para la Temporada 2011/2012 debutó hasta la jornada 15 ante el Jahn Regensburg entrando en el minuto 73'. Su primer gol como profesional lo marcó ante Preussen Munster entrando a la cancha en el minuto 66 y marcando en el 84'. Su primer juego de titular fue en la jornada 23 ante el Chemnitzer Fußballclub e.V.. El segundo gol en su carrera y de la temporada lo hizo ante el Osnabrück entrando al terreno de juego al minuto 88 y marcando al 90+1

### FC Lugano
Para la temporada 2012/2013 sale del fútbol Alemán para incorporase AC Lugano de la Challenge League, Suiza, debuta en la segunda jornada ante el Bellizona. Su debut como titular lo hizo ante el Biel-Bienne en la jornada 10, jugando los 90 minutos.

### Wacker Burghausen
El regresó al fútbol Alemán lo hizo con el Wacker Burghausen, debutó hasta la jornada 15 ante el Chemnitzer FC, siendo una temporada regular en cuanto a minutos, desde su debut solo se perdió un juego por acumulación de tarjetas, jugando 18 de titular y 5 entrando de refresco. Lamentablemente el Wacker Burghausen descendió a la Regionaliga.

### Chemnitzer Futballclub e.V.
Para la temporada 2014/2015 se incorporó al Chemnitzer Fußballclub e.V.. Hizo su debut en la séptmia jornada ante el SpVgg Unterhaching, entrando de cambio en el minuto 46, su primer juego como titular fue en la jornada 10 ante el VfB Stuttgart II jugando hasta el minuto 73. Su debut en la Copa de Alemania se dio ante uno de los grandes clubes de la Bundesliga el Werder Bremen.

## Selección nacional
Debutó con la selección de Guatemala ante Canadá y su primer gol lo anotó el 15 de junio de 2015 ante Bermudas en la eliminatoria para Rusia 2018.
Su segundo gol fue ante Costa Rica en un partido amistoso jugado en el Estadio Doroteo Guamuch Flores el 22 de marzo de 2019.

## Estadísticas

### Clubes
| Club              | País     | Temporada | Juegos Liga | Goles | Juegos DFP | Goles | Total Juegos | Total Goles |
| ----------------- | -------- | --------- | ----------- | ----- | ---------- | ----- | ------------ | ----------- |
| Kickers Offenbach | Alemania | 2010-2012 | 28          | 2     | 0          | 0     | 28           | 2           |
| AC Lugano         | Suiza    | 2012-2013 | 14          | 0     | 0          | 0     | 14           | 0           |
| Wacker Burghausen | Alemania | 2013-2014 | 23          | 0     | 0          | 0     | 23           | 0           |
| Chemnitzer FC     | Alemania | 2014-2015 | 18          | 1     | 1          | 0     | 19           | 1           |
| Chemnitzer FC     | Alemania | 2015-2016 | 25          | 3     | 0          | 0     | 25           | 3           |